# SM-sarja (1937/1938)
Sezon SM-sarja rozegrany został na przełomie 1937 i 1938 roku. Był to 10. sezon rozgrywek o Mistrzostwo Finlandii w hokeju na lodzie. W rozgrywkach wzięło udział 5 zespołów.

## Tabela
| Poz. | Drużyna       | M | Pkt. | Z | R | P | G+ | G- | +/- |
| ---- | ------------- | - | ---- | - | - | - | -- | -- | --- |
| 1    | Ilves Tampere | 4 | 8    | 4 | 0 | 0 | 14 | 5  | +9  |
| 2    | HJK Helsinki  | 4 | 6    | 3 | 0 | 1 | 12 | 7  | +5  |
| 3    | KIF Helsinki  | 4 | 4    | 2 | 0 | 2 | 11 | 12 | -1  |
| 4    | ÅIFK Turku    | 4 | 1    | 0 | 1 | 3 | 4  | 10 | -6  |
| 5    | Riento Turku  | 4 | 1    | 0 | 1 | 3 | 3  | 10 | -7  |

- Poz. = lokata, M = liczba rozegranych spotkań, Pkt. = Liczba zdobytych punktów, Z = Wygrane, R = Remisy, P = Porażki (ogółem), G+ = Gole strzelone, G- = Gole stracone, +/- Różnica goli